# 愛宕神社

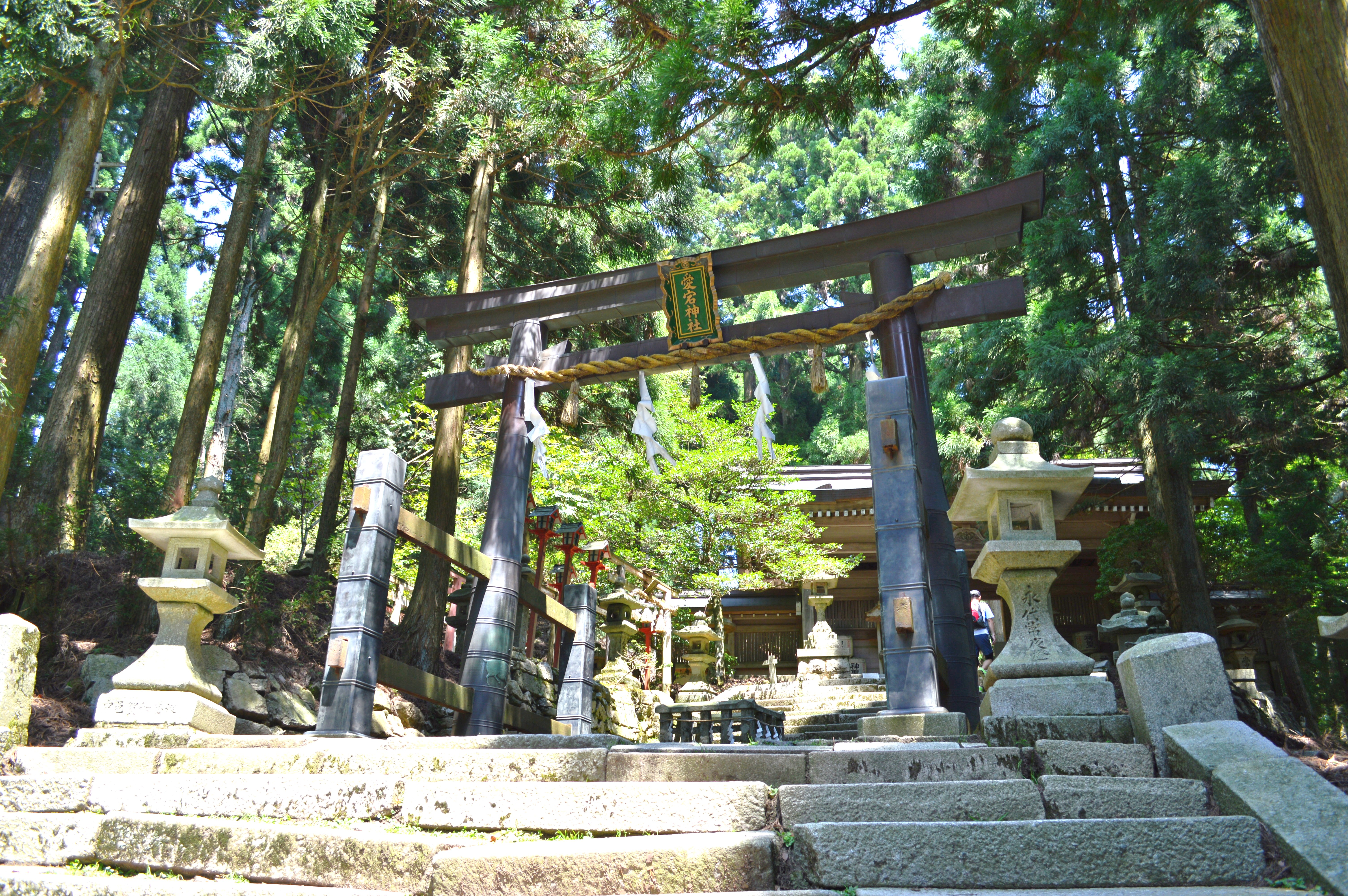
鳥居

愛宕神社（あたごじんじゃ）は、京都市右京区嵯峨愛宕町にある神社。旧称は阿多古神社。旧社格は府社で、現在は神社本庁の別表神社。古くから火伏（火よけ）祈願の神社として知られる。全国に約900社ある愛宕神社の総本社である。現在は「愛宕さん」とも呼ばれる。

## 概要
山城国と丹波国の国境にある愛宕山（標高924m）山頂に鎮座する。古くより比叡山と共に信仰を集め、神仏習合時代は愛宕権現を祀る白雲寺として知られた。
火伏せ・防火に霊験のある神社として知られ、「火迺要慎（ひのようじん）」と書かれた愛宕神社の火伏札は京都の多くの家庭の台所や飲食店の厨房や会社の茶室などに貼られている。また、「愛宕の三つ参り」として、3歳までに参拝すると一生火事に遭わないといわれる。上方落語には「愛宕山」「いらちの愛宕詣り」という噺が存在する。

## 祭神
現在は以下の神を祭神としている。
- 本殿
  - 伊弉冉尊（いざなみのみこと）
  - 埴山姫神（はにやまひめのみこと）
  - 天熊人命（あめのくまひとのみこと）
  - 稚産霊神（わくむすびのかみ）
  - 豊受姫命（とようけひめのみこと）

## 歴史
大宝年間（701年 - 704年）に、修験道の祖とされる役小角と白山の開祖として知られる泰澄によって朝日峰に神廟が建立されたのが創建とされる。
天応元年（781年）に慶俊僧都、和気清麻呂によって中興され、愛宕山に愛宕大権現を祀る白雲寺が建立された。山中には、唐の五台山に模した以下の五寺があったという。
| 日本の寺             | 対応する中国の五台山 |
| -------------------- | -------------------- |
| 白雲寺（愛宕大権現） | 朝日峰               |
| 月輪寺               | 大鷲峰               |
| 神願寺（神護寺）     | 高雄山               |
| 日輪寺               | 竜上山               |
| 伝法寺               | 賀魔蔵山             |

その後は神仏習合において修験道の道場として信仰を集め、9世紀には霊山として七高山の1つに数えられた（愛宕信仰も参照）。なお『延喜式神名帳』に「丹波国桑田郡 阿多古神社」の記載があるが、これは亀岡市の愛宕神社（元愛宕）を指すと考えられている。この時代、本殿には愛宕大権現の本地仏である勝軍地蔵が、奥の院（現・若宮社）に愛宕山の天狗の太郎坊が祀られていた。
江戸時代には勝地院・教学院・大善院・威徳院・福寿院等の社僧の住坊があり、繁栄を見せていた。
明治時代になると神仏分離により、白雲寺は廃絶されて愛宕神社になると同時に、勝軍地蔵は京都市西京区大原野の金蔵寺に移された。
1881年（明治14年）には近代社格制度において府社に列格している。
明治時代には参詣道の途中にいくつか茶店があり、休憩する者や名物の土器（かわらけ）投げで賑わったという。また、茶店では疲れた客への甘味として、しん粉 （うるち米の粉を練って作った団子） が振舞われていた。
1929年（昭和4年）には京福電気鉄道嵐山本線嵐山駅から愛宕山鉄道の平坦線（普通鉄道）が清滝駅まで通じ、そこから鋼索線（ケーブルカー）で愛宕駅にいく参詣用の路線が完成した。それに伴い、愛宕山にはホテルや山上遊園、スキー場が設けられて比叡山同様の山上リゾート地となっていた。しかし、太平洋戦争中に全線が不要不急線に指定され、1944年（昭和19年）に軍需物質の不足に伴い金属類回収令によりレールを撤去して国に供出した。これによって山上のリゾート地は閉鎖に追い込まれ、再び信仰の山に戻った。
戦後は神社本庁の別表神社に加列されている。

## 主な祭事
- 鎮火祭（4月24日）
- 嵯峨祭（5月第3・4日曜） - 野宮神社と合同。
- 千日通夜祭（7月31日夜 ～ 8月1日早朝）- 通称 千日詣り。このときに参拝すると、千日分の火伏・防火の御利益があるとされ、毎年数万人の参拝者がある。清滝から愛宕神社への登山道は夜間のあいだ照明が点灯される。登山者は下山者に対して「おくだりやす」、反対に下山者は登山者に対して「おのぼりやす」と挨拶する慣例がある。
- 例祭（9月28日）
- 火臼祭（11月亥の日）

## 境内
- 本殿 - 天保7年（1836年）再建。
- 幣殿
- 拝殿
- 神門
- 鉄鳥居 - 鉄でできた鳥居。愛宕神社の神の使いとされる猪の彫刻が施されている。
- 社務所
- 黒門 - かつては京口惣門と呼ばれていた。

### 摂末社
- 若宮 - 祭神：雷神、迦遇槌命（カグツチノミコト）、破无神（ハムシノカミ）
- 奥宮 - 祭神：大黒主命以下17柱
- 神明社 - 祭神：天照大神
- 熊野社 - 祭神：伊弉諾尊
- 稲荷社
- 合祀社 - 白髭社、修羅髭社、白波社
- 合祀社 - 慶俊社、好庵社

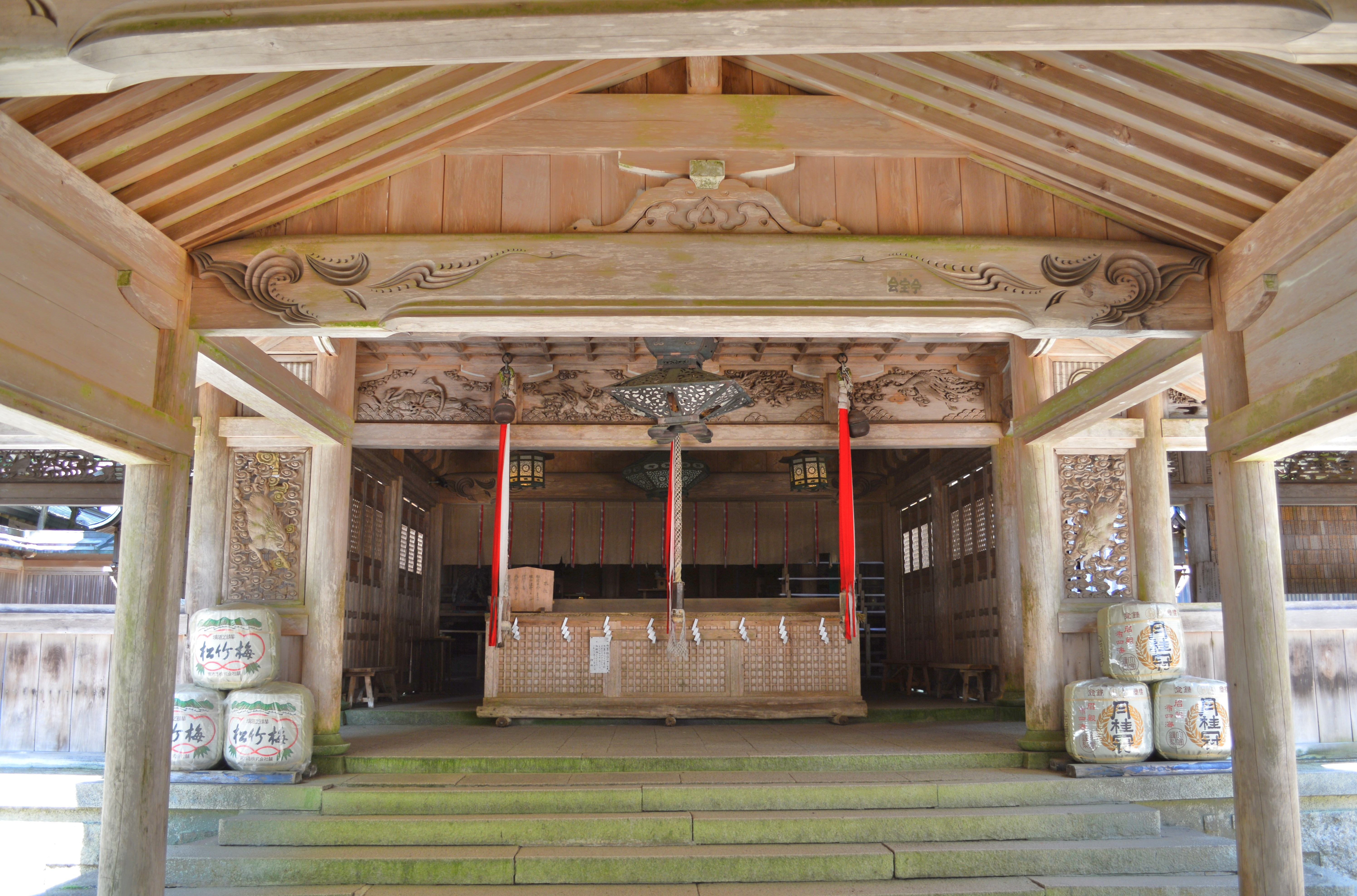
本殿
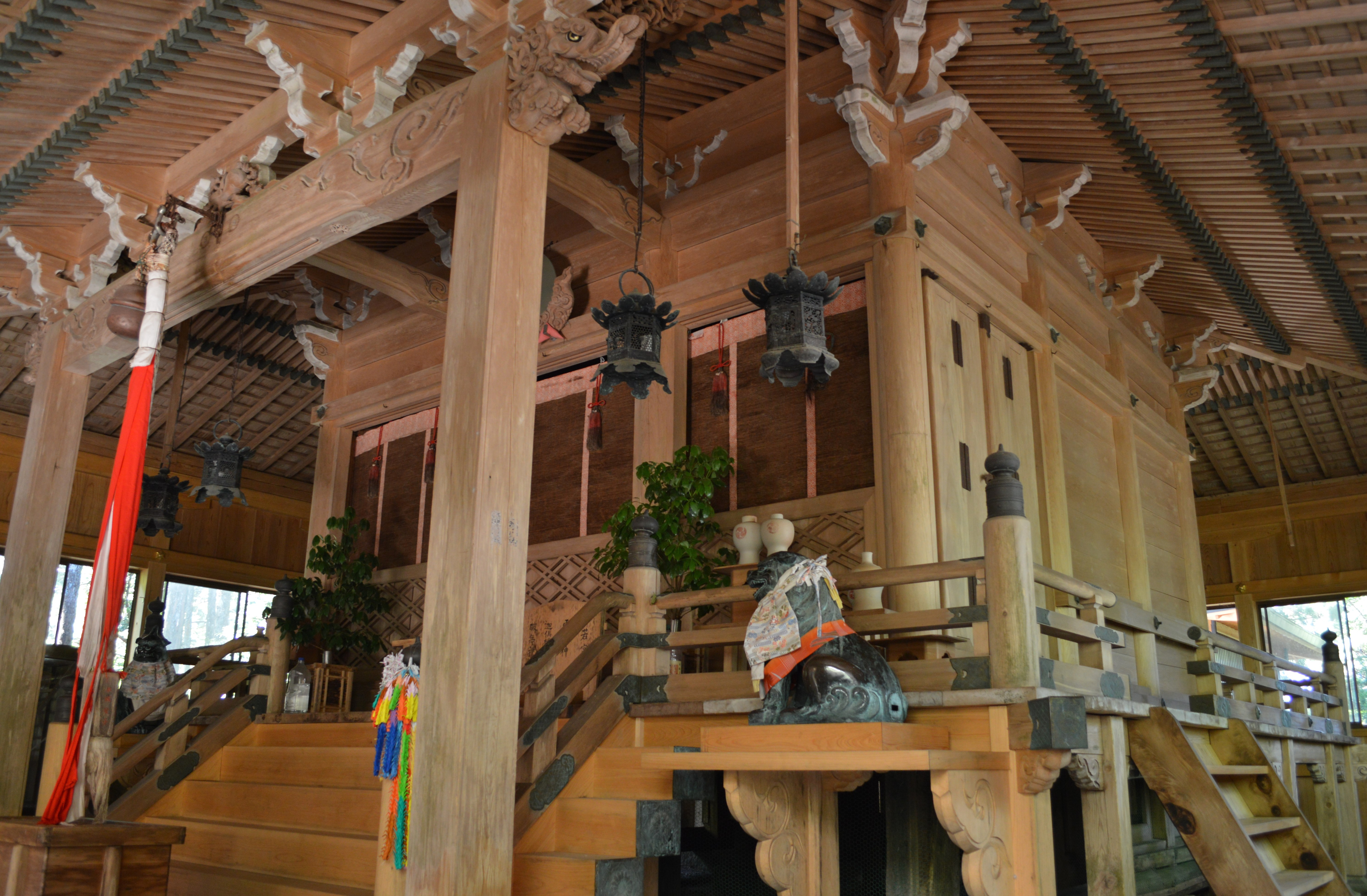
若宮
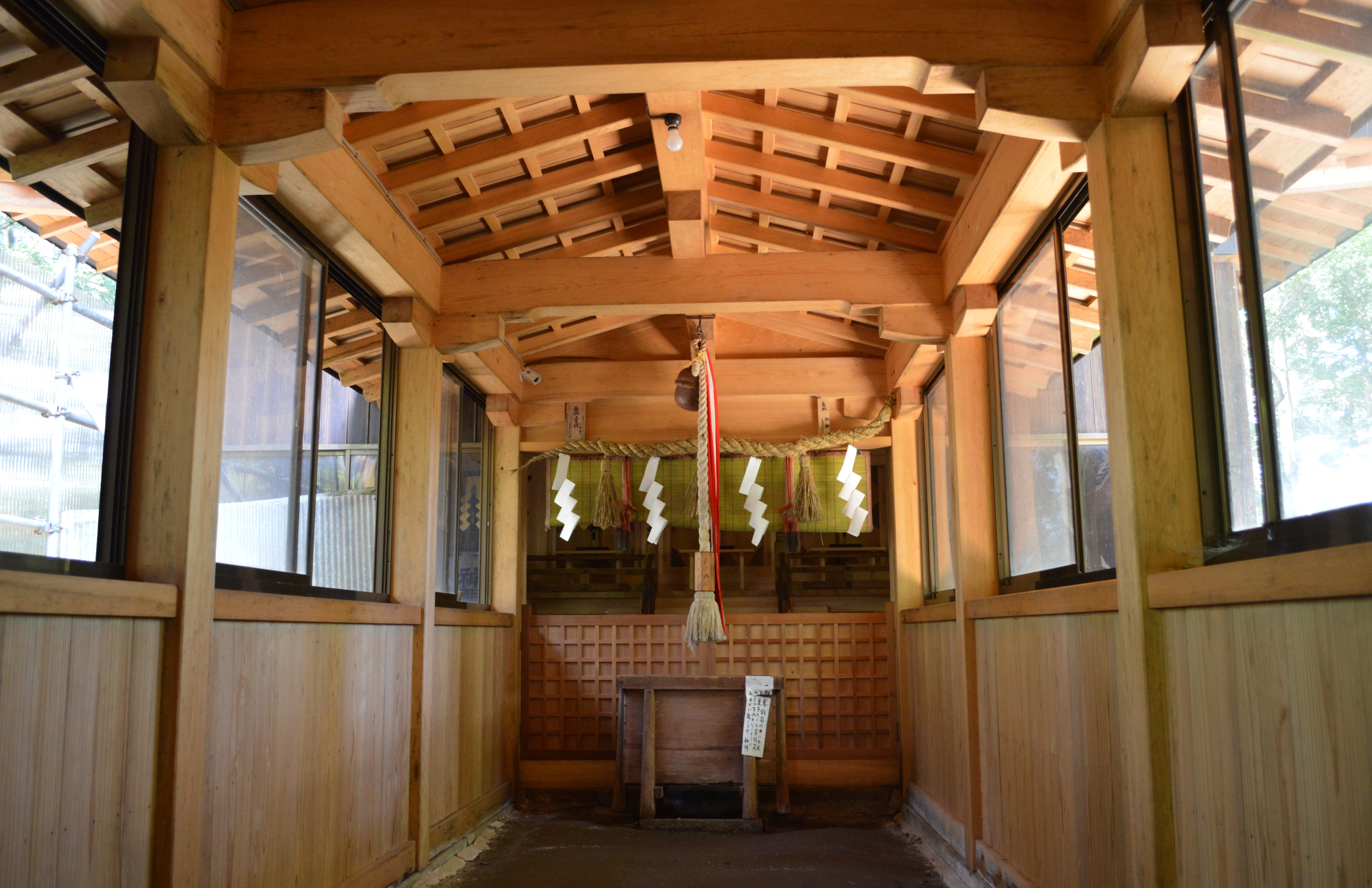
奥宮
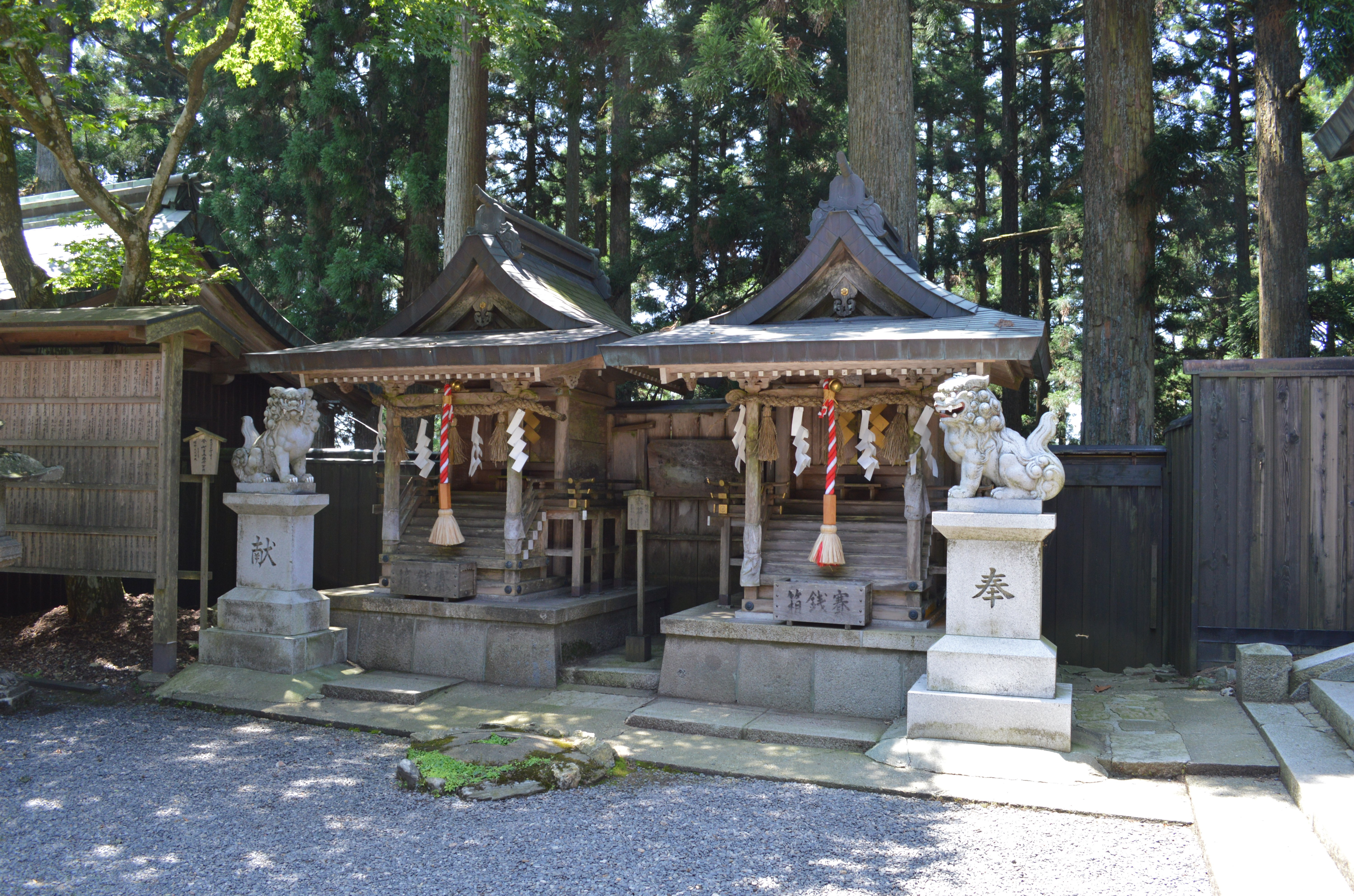
社殿前の神明社（右）と熊野社（左）
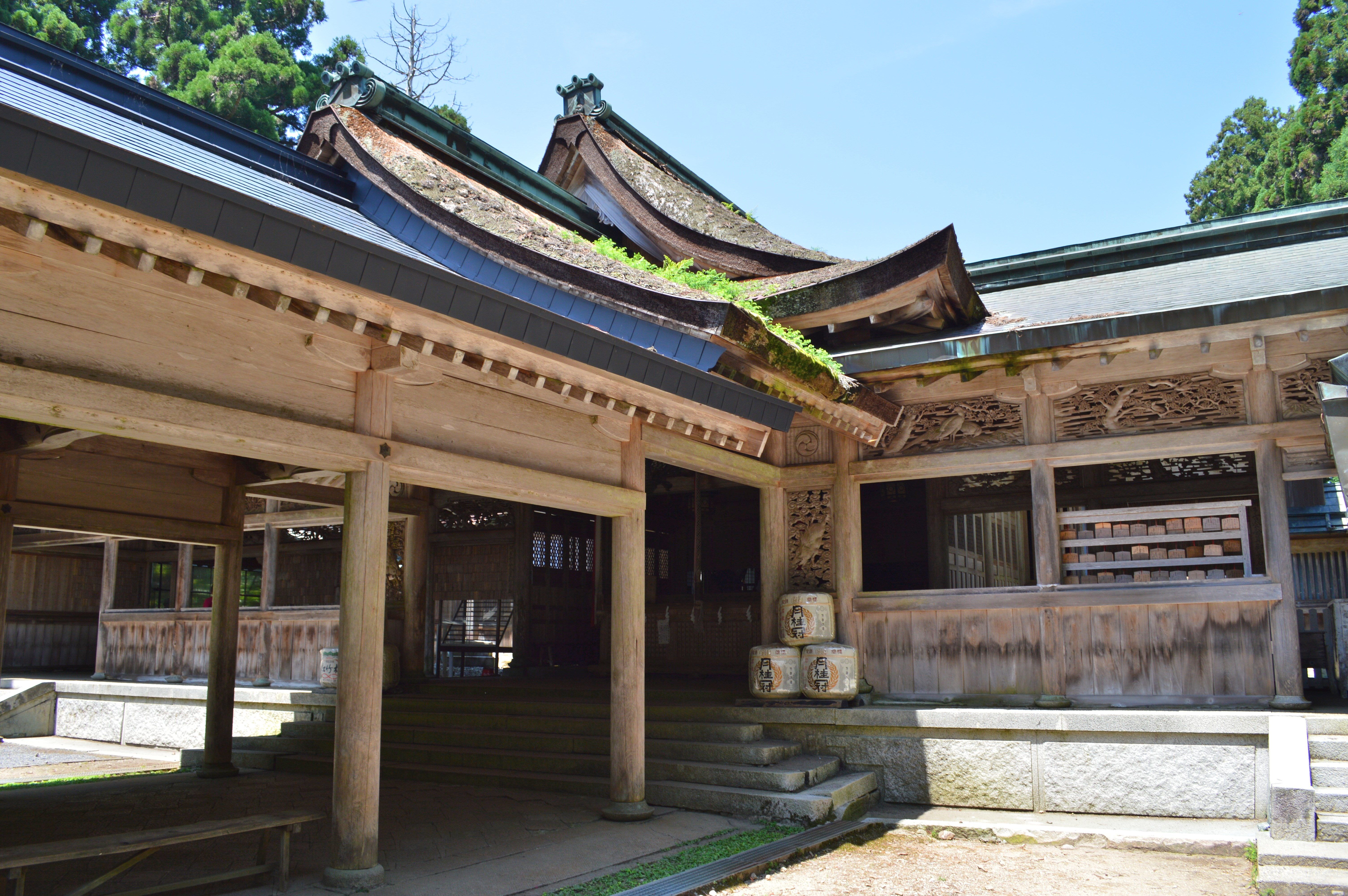
社殿
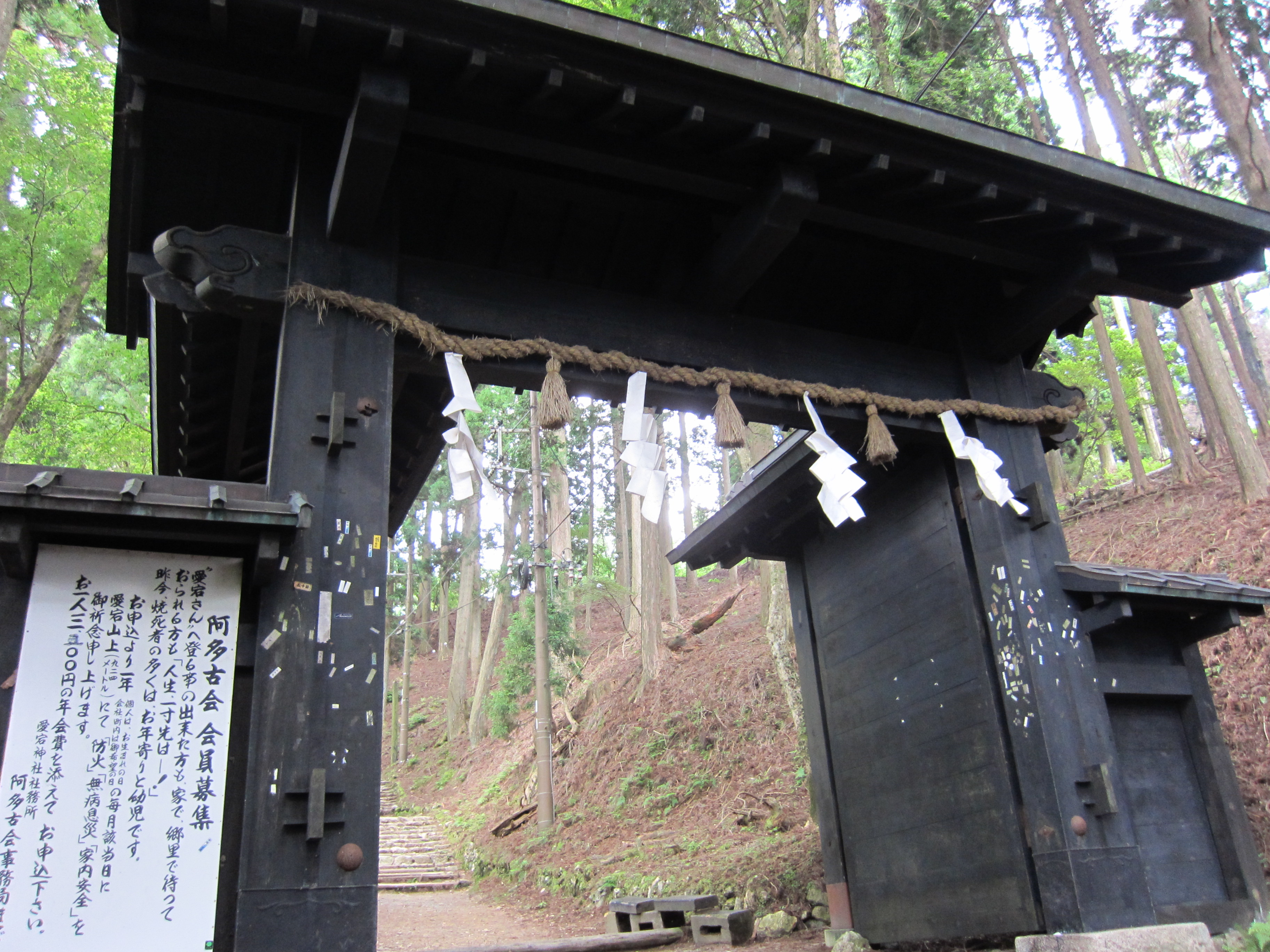
黒門（京口惣門）

## 関連する出来事
平安時代、近衛天皇崩御後に院政を行っていた鳥羽法皇が、天皇の甥である重仁親王を擁立しようとしたところ、親王の父である崇徳上皇が藤原頼長に命じて愛宕神社で呪詛を行わせて天皇を呪い殺したという噂が広まり、これに激怒した法皇は重仁親王の代わりに後白河天皇を即位させた。これがきっかけで保元の乱が発生したとされている。
天正10年（1582年）5月、いわゆる本能寺の変直前、首謀者の明智光秀は戦勝祈願と称して愛宕神社に参籠し、洛中の本能寺に滞在予定の主君織田信長を攻めるかどうかを占うため籤を3回引いたという。翌日、同神社で連歌の会（愛宕百韻）を催したが、その冒頭に詠んだ歌「時は今 あめが下しる 五月哉」は光秀の決意を秘めたものとされる。

## 文化財

### 重要文化財
- 革包太刀（笹丸） - 則宗の銘あり。京都国立博物館寄託。

## 所在地

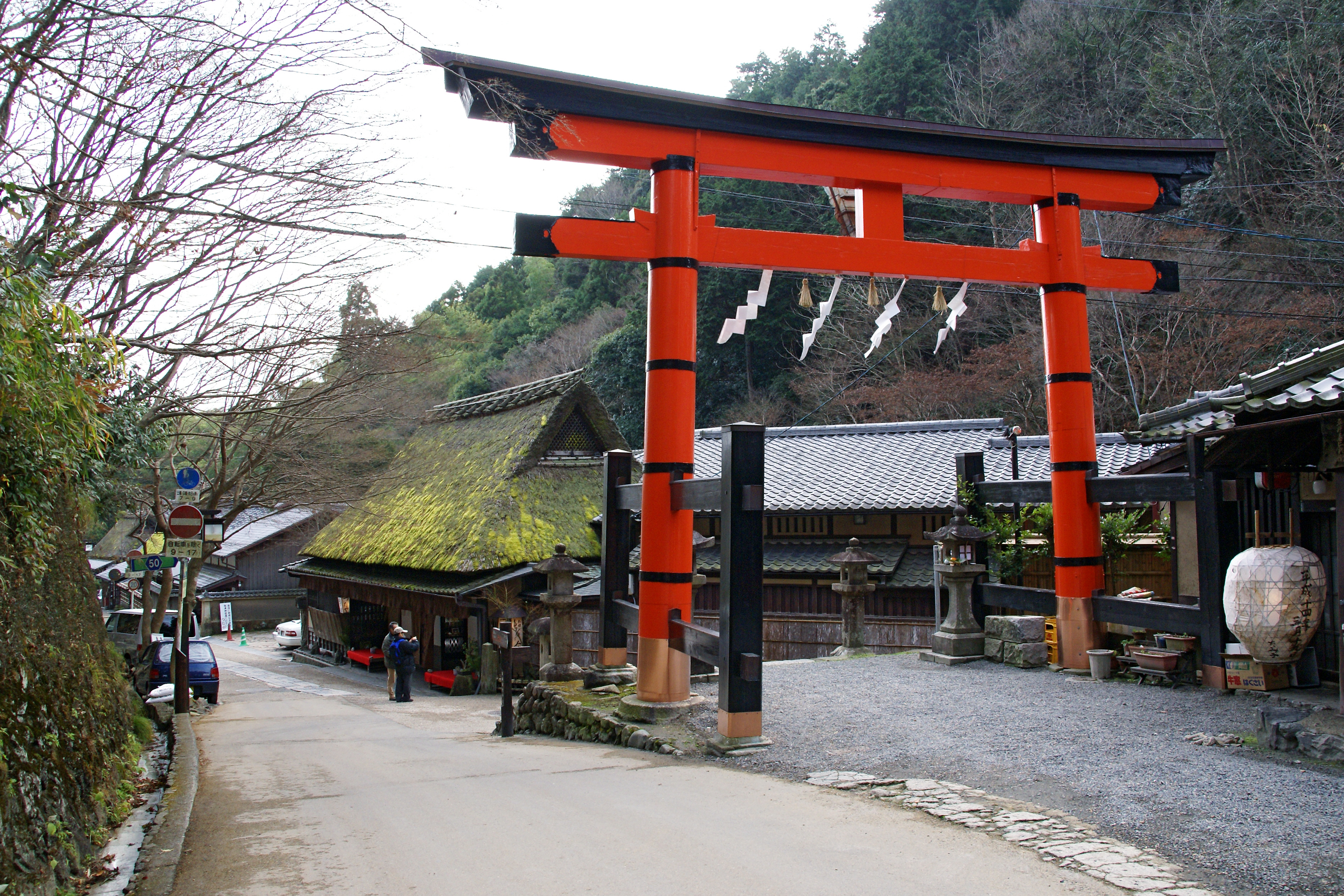
一の鳥居

- 所在地 - 京都府京都市右京区嵯峨愛宕町1
- 一の鳥居 - 京都府京都市右京区嵯峨鳥居本（五山送り火の鳥居形は、この鳥居に因む。）

## 交通
昭和期には愛宕山鉄道による鉄道・ケーブルカーがあったが、2025年現在の参詣手段は徒歩のみによる。ベンチなどの休憩施設はあるものの茶店等はなく、社務所に公衆電話と缶ジュースの自動販売機が一か所にあるのみである。なお、関係者専用の林道が樒原から通じており、社務所関係者は自動車で到達できる。
参詣といえども登山に等しく、天候により真夏以外は朝夕寒かったり山上が雲の中に入って濃霧に覆われる時もあるので防寒具や雨具が必要な時もある。また、千日詣りの日（の表参道）を除いて参道には夜間の照明は殆どない。往復で4～5時間掛かる為、午後から山に登ると下山するまでに日没になってしまい、外灯が殆ど無いためヘッドライトを装備していないと遭難状態となる事があるので、注意が必要。
愛宕山の山頂は924mであるが、一般人は立ち入りできない。代わりに北方約400mにある三等三角点「愛宕」（890.06m）に行くと、京都方面の眺望が広がる。

### 清滝ルート（表参道）

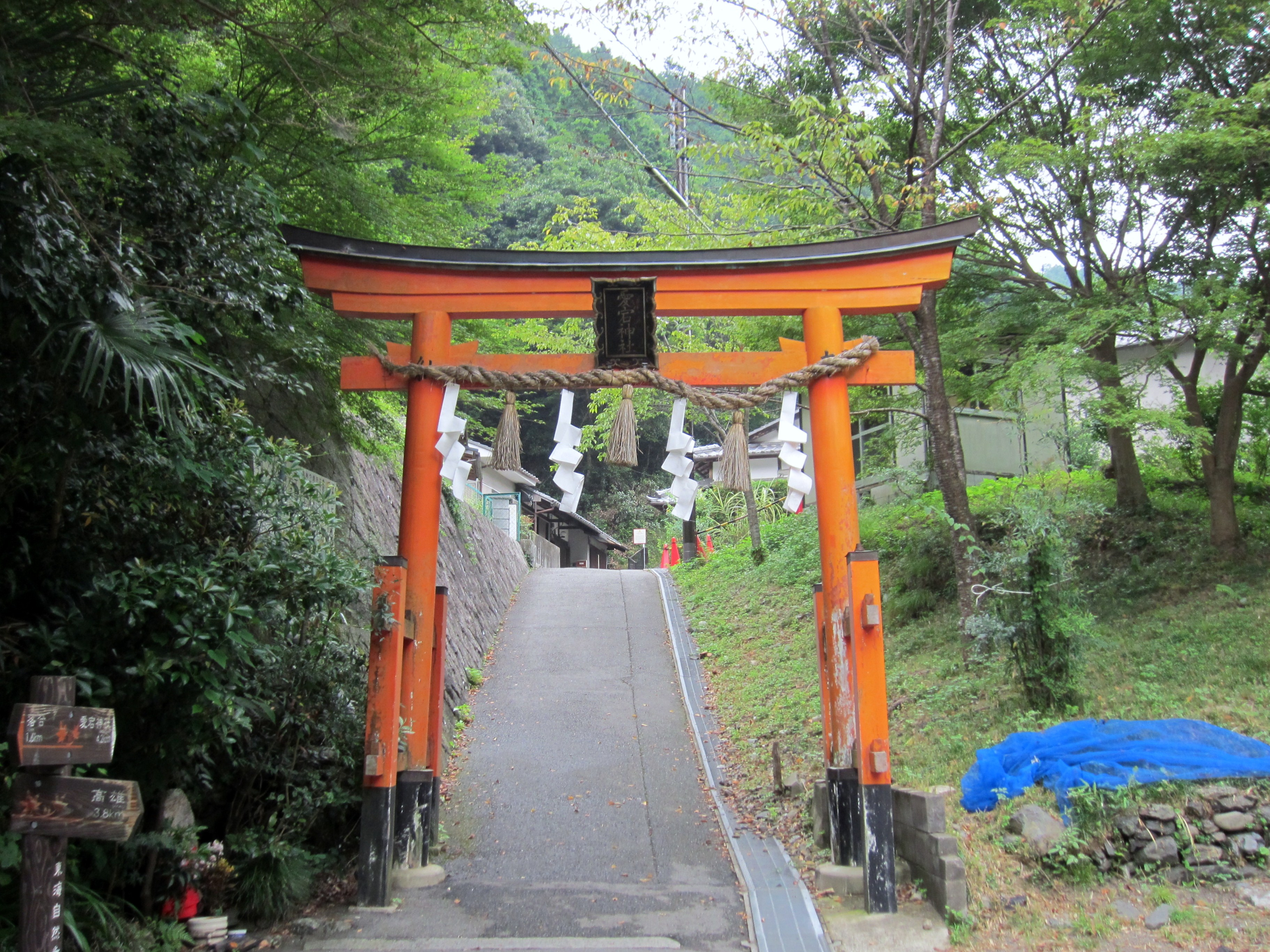
清滝口鳥居

- 所要時間 - 約2時間半[3]（約4.5km, 標高差約850m）
- 登山口までの主なアクセス
  - 駐車場有り（清滝金鈴橋駐車場100台：有料 1回休日1000円、平日500円）
  - バス（「清滝」バス停。いずれも阪急嵐山駅を経由）
    - 京都駅から京都バス72系統または84系統・清滝行き（朝夕のみ運行：約1時間）
    - 四条河原町・三条京阪から京都バス64系統・清滝行き（約1時間）
    - 阪急嵐山駅から上記2バスか、京都バス94系統清滝行き（約20分）

表参道であり階段が整備され、3合目・5合目・7合目には休憩所も設置されている。道中は、鳥居本の一の鳥居から愛宕神社まで50丁に分けられ、1丁ごとに目印があり、茶屋跡も残っている。5合目にはスギの大木を祀った大杉大神がある。また、7合目過ぎにはハナ売場があり、昔は参詣者に対し火災護符の樒が売られていた。ここで水尾ルートと合流し、15分ほど歩くと黒門に着く。黒門は京口惣門とも呼ばれ、白雲寺時代の京側の惣門である。当時はここからが境内であり、数少ない白雲寺の遺構の1つである。京口惣門同様、丹波側にも惣門があったが、2016年現在は残っていない。この黒門の先を400メートルほど歩くと本殿へと通じる階段があり、ここを登ると本殿に到着する。

### 月輪寺ルート
- 登山口までの主なアクセス
  - 清滝登山口から徒歩約50分、山城高雄から徒歩約80分

登山口から歩いていくと、空也の滝がある。空也がここで修行をしたとされる。途中にある月輪寺は愛宕神社前身の白雲寺と関係が深く、空也・法然・九条兼実ゆかりの寺である。月輪寺にあるホンシャクナゲは、京都市天然記念物指定。清滝ルートよりも急峻な道となっている。

### ツツジ尾根ルート

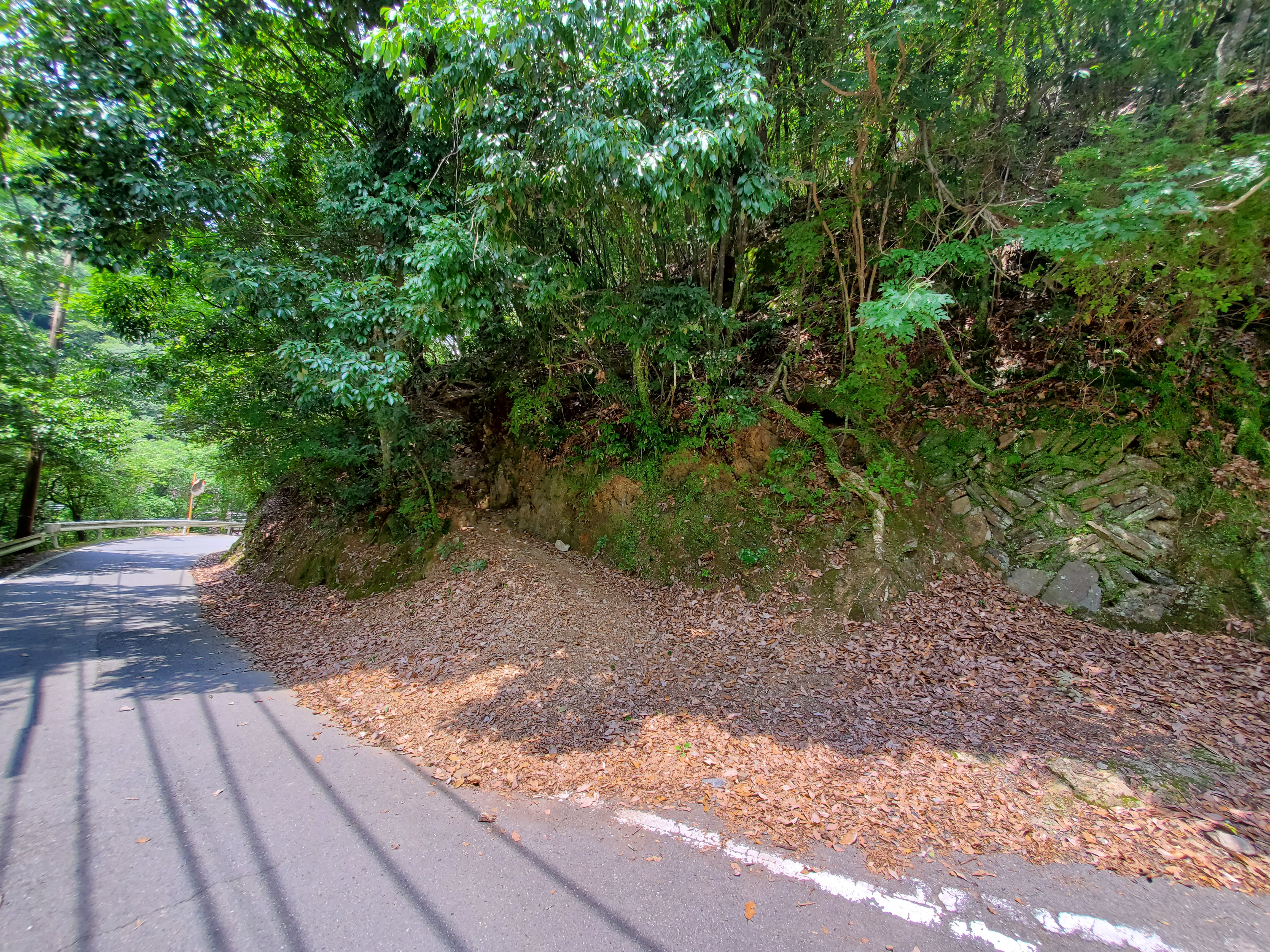
ツツジ尾根ルート登山口

- 所要時間 - 約2時間 (約4.5km, 標高差850m)
- 登山口までの主なアクセス
  - 嵯峨野線保津峡駅から徒歩4分
  - 嵯峨野観光線トロッコ保津峡駅から徒歩10分

嵯峨野線の保津峡駅から歩いて赤い橋（保津峡橋）を渡り、車道を右に進んでカーブを曲がると、すぐ左が登山口となっている。4月中旬から5月上旬にかけてミツバツツジが咲き誇る。荒神峠で米買い道と交差すると、そこから最大30%の急登で170mほど登る。ハナ売場手前（7合目）で水尾ルート・清滝ルートに合流する。

### 水尾ルート
- 所要時間 - 約1時間半（約3.5km, 標高差約690m）
- 登山口までの主なアクセス
  - 駐車場有り（有料 1回500円）
  - 嵯峨野線保津峡駅から自治会バス (毎週火・金とお盆・年末年始は運休・1日5往復)[6]、または徒歩約45分

水尾自治会（バスのりば・駐車場）から北へ進み、水尾小学校北側の上り道を進むと左手に水尾参道の登山口が現れる。ハナ売場手前（7合目）で清滝ルートに合流する。

水尾からは米買い道を東進し、荒神峠でツツジ尾根に合流するルートもある。

### 首無地蔵ルート
- 所要時間 - 約50分 (約2.1km, 標高差約230m)
- 登山口までの主なアクセス
  - 駐車場有り（無料）
  - 清滝登山口から徒歩約100分

愛宕神社はこのルートを「参道ではない」と分けており、そのためこのルートに関する各種問い合わせなどには応じられない、としている。登山口までは狭い砂利道だが、高雄から自動二輪車などでアクセスが可能。

### 樒原ルート

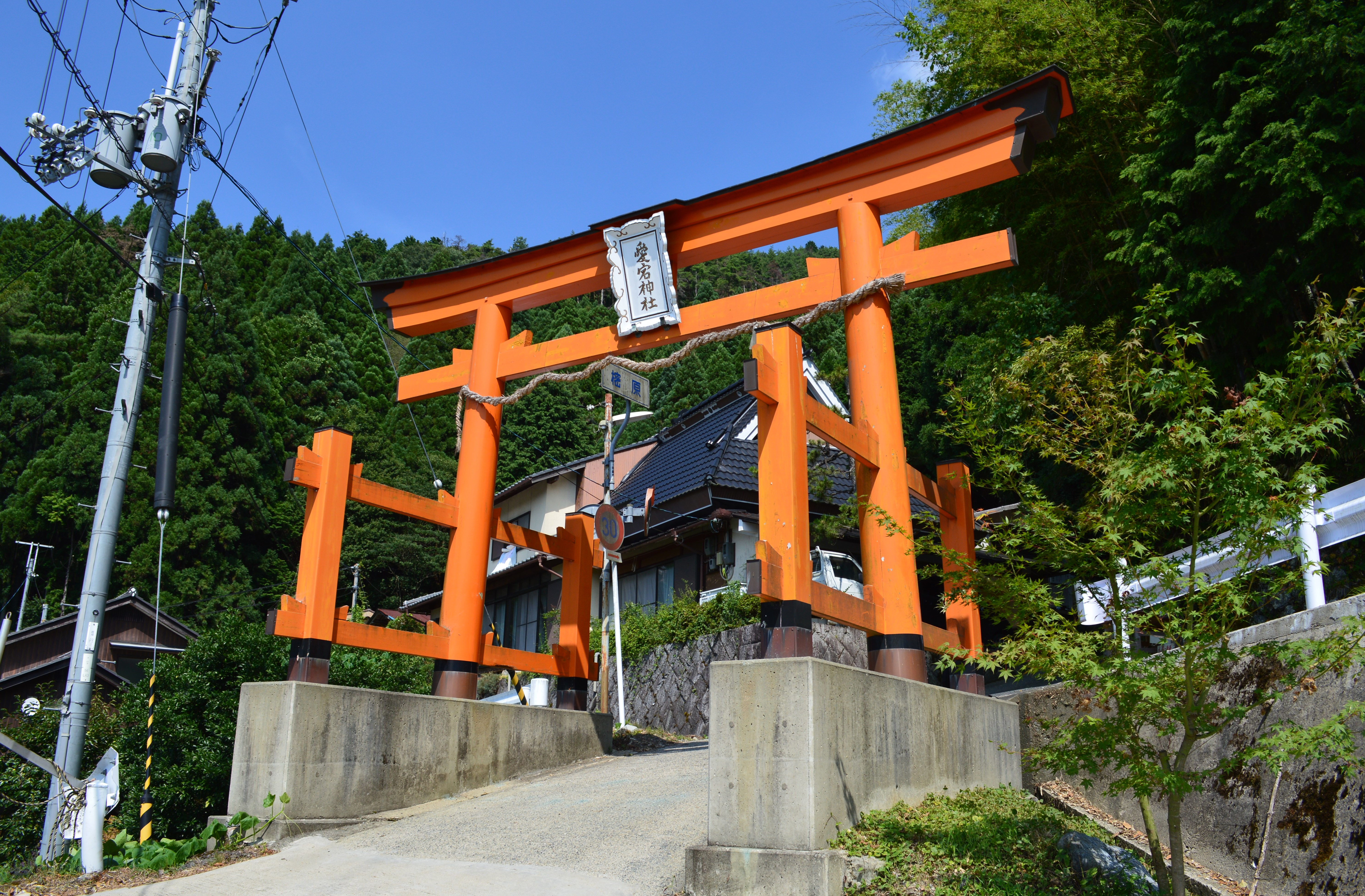
樒原口鳥居

- 所要時間 - 約1時間半（約4.5km, 標高差約480m）
- 登山口までの主なアクセス
  - 嵯峨野線八木駅から京阪京都交通バス43系統・原行き、原バス停下車（約50分・1日3往復）
  - 駐車は登山口の500メートル北にある京都市右京区役所宕陰出張所の道向かいの駐車スペースを使う）

丹波側から登る際によく用いられたルートである。登山口から5分ほど歩くとジープ道に合流し、その後は愛宕神社までジープ道を歩く。山頂の三等三角点からしばらく行くと愛宕神社に到着する。

### 越畑ルート
- 登山口までの主なアクセス
  - 嵯峨野線八木駅から京阪京都交通バス43系統及び43B系統・原行き、越畑バス停下車（約45分）

越畑から地蔵山を越え、樒原ルートに合流する。

### 神明峠ルート

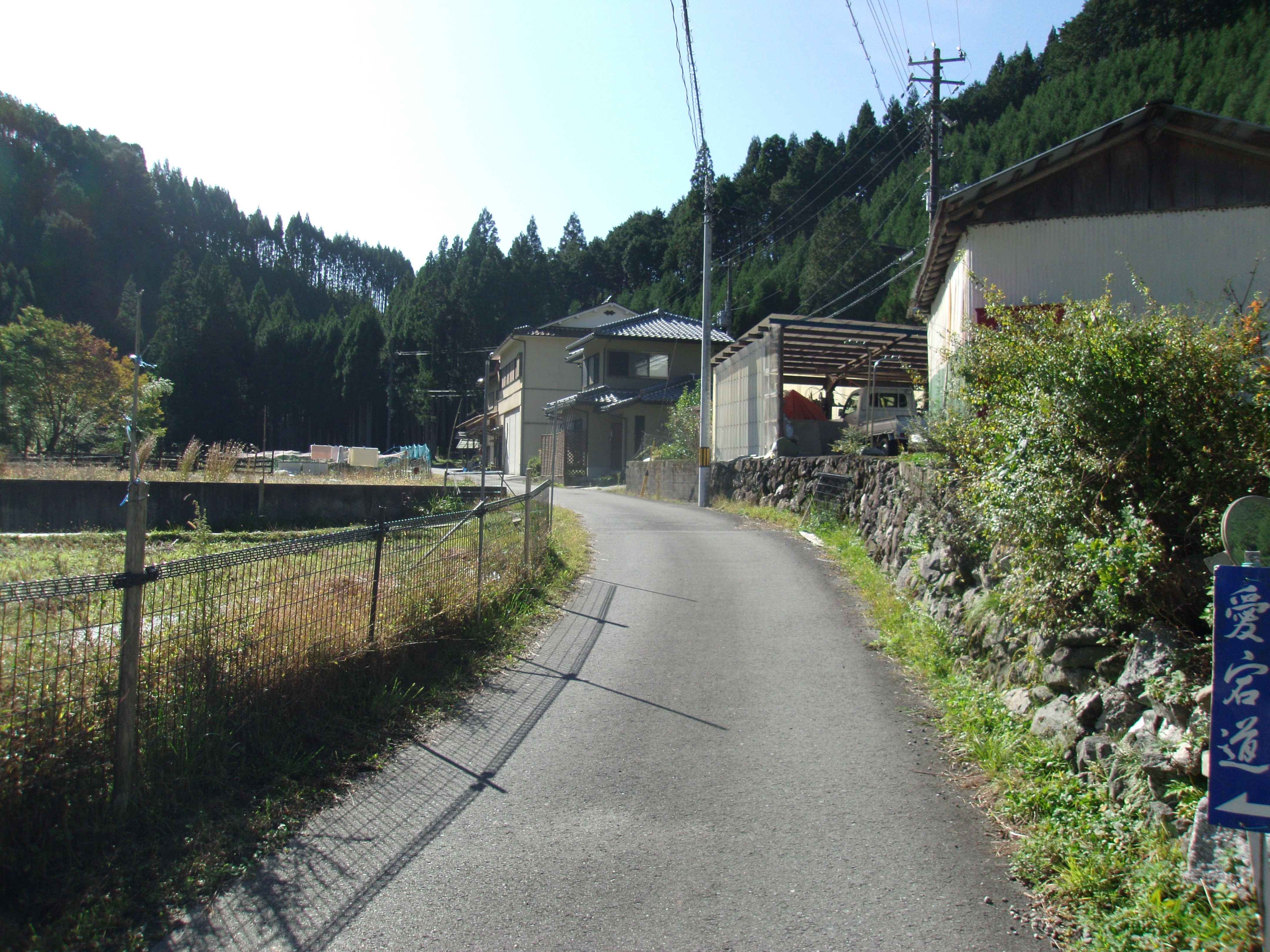
裏参道

- 登山口までの主なアクセス
  - 水尾から徒歩約40分

途中から樒原ルートに合流する。

### 裏参道ルート
- 登山口までの主なアクセス
  - 西日本ジェイアールバス高雄・京北線細野口バス停下車（約2時間半）

京北方面からのルート。ウジウジ谷沿いに進み、ウジウジ峠とダルマ峠（水場あり）を越え、首無地蔵ルートに合流する。